# Persone di nome Byron
| Questa pagina contiene informazioni ricavate automaticamente dalle voci biografiche con l'ausilio del template Bio e di un bot. L'aggiornamento è periodico e automatico e ricostruisce completamente la pagina. Se manca una persona in questa lista, sei pregato di non aggiungerla, ma accertati piuttosto che la sua voce biografica contenga il template Bio e che i dati anagrafici siano correttamente compilati. Se il template Bio manca, inseriscilo tu stesso o, in alternativa, metti l'avviso {{tmp\|Bio}} che ne segnala la mancanza. Se i dati riportati sono sbagliati, correggi direttamente la voce biografica; le modifiche saranno visibili in questa lista entro pochi giorni. Per chiarimenti vedi il progetto antroponimi. La lista contiene solo le 62 persone che sono citate nell'enciclopedia e per le quali è stato implementato correttamente il template Bio. Pagina aggiornata al 7 mar 2025. |

Questa è una lista di persone presenti nell'enciclopedia che hanno il nome Byron, suddivise per attività principale.

## Allenatori di hockey su ghiaccio(1)
- Brad McCrimmon, allenatore di hockey su ghiaccio e hockeista su ghiaccio canadese (Plenty, n. 1959 - Jaroslavl', † 2011)

## Arbitri di calcio(1)
- Byron Moreno, ex arbitro di calcio ecuadoriano (Quito, n. 1969)

## Astronauti(1)
- Byron Lichtenberg, ex astronauta e ingegnere statunitense (Stroudsburg, n. 1948)

## Attori(5)
- Byron Cherry, attore statunitense (Atlanta, n. 1955)
- Byron Foulger, attore statunitense (Ogden, n. 1899 - Hollywood, † 1970)
- Byron Jennings, attore statunitense (n. 1950)
- Byron Mann, attore cinese (Hong Kong, n. 1967)
- Byron Morrow, attore statunitense (Chicago, n. 1911 - Woodland Hills, † 2006)

## Bassisti(1)
- Byron Stroud, bassista canadese (New Westminster, n. 1969)

## Calciatori(5)
- Byron Bonilla, calciatore nicaraguense (Granada, n. 1993)
- Byron Bubb, ex calciatore grenadino (Londra, n. 1981)
- Byron Castillo, calciatore colombiano (Tumaco, n. 1995)
- Byron Stevenson, calciatore gallese (Llanelli, n. 1956 - † 2007)
- Byron Tenorio, ex calciatore ecuadoriano (Esmeraldas, n. 1966)

## Cantanti(1)
- Byron Stingily, cantante statunitense (Chicago, n. 1950)

## Cestisti(11)
- Byron Beck, ex cestista statunitense (Ellensburg, n. 1945)
- Byron Dinkins, ex cestista statunitense (Charlotte, n. 1967)
- Byron Evard, cestista e allenatore di pallacanestro statunitense (Fort Wayne, n. 1908 - Naples, † 1983)
- Byron Houston, ex cestista statunitense (Watonga, n. 1969)
- Byron Irvin, ex cestista statunitense (La Grange, n. 1966)
- B.J. Mullens, cestista statunitense (Canal Winchester, n. 1989)
- Byron Scott, ex cestista e allenatore di pallacanestro statunitense (Ogden, n. 1961)
- Tom Tolbert, ex cestista statunitense (Long Beach, n. 1965)
- Dean Tolson, ex cestista statunitense (Kansas City, n. 1951)
- Byron Wesley, cestista statunitense (Monterey, n. 1992)
- Byron Wilson, ex cestista statunitense (Gary, n. 1971)

## Comici(1)
- Byron Allen, comico, produttore cinematografico e regista statunitense (Detroit, n. 1961)

## Compositori di scacchi(1)
- Byron Zappas, compositore di scacchi greco (Atene, n. 1927 - Atene, † 2008)

## Criminali(1)
- Byron De La Beckwith, criminale statunitense (Colusa, n. 1920 - Jackson, † 2001)

## Fumettisti(1)
- Byron Erickson, fumettista statunitense (Tucson, n. 1951)

## Giocatori di baseball(1)
- Byron Buxton, giocatore di baseball statunitense (Baxley, n. 1993)

## Giocatori di football americano(12)
- Byron Beatty Jr., giocatore di football americano statunitense (Kailua, n. 1988)
- Byron Bell, giocatore di football americano statunitense (Greenville, n. 1989)
- Byron Cowart, giocatore di football americano statunitense (Seffner, n. 1996)
- Byron Jones, giocatore di football americano statunitense (New Britain, n. 1992)
- Byron Leftwich, ex giocatore di football americano e allenatore di football americano statunitense (Washington, n. 1980)
- Byron Maxwell, ex giocatore di football americano statunitense (North Charleston, n. 1988)
- Byron Murphy II, giocatore di football americano statunitense (St. Petersburg, n. 2002)
- Byron Murphy, giocatore di football americano statunitense (Scottsdale, n. 1998)
- Byron Pringle, giocatore di football americano statunitense (Tampa, n. 1993)
- Byron Stingily, giocatore di football americano statunitense (Chicago, n. 1988)
- Byron Young, giocatore di football americano statunitense (Laurel, n. 2000)
- Byron Young, giocatore di football americano statunitense (Georgetown, n. 1998)

## Giocatori di poker(1)
- Byron Wolford, giocatore di poker statunitense (Tyler, n. 1930 - Dallas, † 2003)

## Hockeisti su ghiaccio(1)
- Byron Ritchie, hockeista su ghiaccio canadese (Burnaby, n. 1977)

## Magistrati(1)
- Byron White, magistrato e giocatore di football americano statunitense (Fort Collins, n. 1917 - Denver, † 2002)

## Pianisti(1)
- Byron Janis, pianista statunitense (McKeesport, n. 1928 - New York, † 2024)

## Politici(3)
- Byron Diman, politico statunitense (Bristol, n. 1795 - Bristol, † 1865)
- Byron Donalds, politico statunitense (Brooklyn, n. 1978)
- Byron Dorgan, politico statunitense (Dickinson, n. 1942)

## Produttori discografici(1)
- Byron Gallimore, produttore discografico statunitense (Puryear)

## Rapper(2)
- Mannie Fresh, rapper e produttore discografico statunitense (New Orleans, n. 1969)
- Bizzy Bone, rapper statunitense (Columbus, n. 1976)

## Registi(2)
- Byron Haskin, regista, direttore della fotografia e effettista statunitense (Portland, n. 1899 - Montecito, † 1984)
- Byron Howard, regista e animatore statunitense (Misawa, n. 1968)

## Rugbisti a 15(1)
- Byron Kelleher, ex rugbista a 15 neozelandese (Dunedin, n. 1976)

## Schermidori(1)
- Byron Krieger, schermidore statunitense (Detroit, n. 1920 - Boca Raton, † 2015)

## Tennisti(3)
- Byron Bertram, ex tennista sudafricano (Johannesburg, n. 1952)
- Byron Black, ex tennista zimbabwese (Salisbury, n. 1969)
- Byron Talbot, ex tennista sudafricano (Johannesburg, n. 1964)

## Violinisti(1)
- Byron Berline, violinista e mandolinista statunitense (Caldwell, n. 1944 - Oklahoma City, † 2021)

## Wrestler(1)
- The Missing Link, wrestler canadese (Hamilton, n. 1939 - Hamilton, † 2007)